# مات ماكيون
مات ماكيون (بالإنجليزية: Matt McKeon)‏ هو لاعب كرة قدم أمريكي في مركز الوسط، ولد في 24 سبتمبر 1974 في سانت لويس في الولايات المتحدة. شارك مع منتخب الولايات المتحدة لكرة القدم. أما مع النوادي، فقد لعب مع سبورتينغ كانساس سيتي وكولورادو رابيدز.

## وصلات خارجية
- مات ماكيون على موقع الاتحاد الدولي (مؤرشف)  (الإنجليزية)
- مات ماكيون على موقع الدوري الأمريكي (الإنجليزية)
- مات ماكيون على موقع قاعدة بيانات كرة القدم.إي يو (الإنجليزية)
- مات ماكيون على موقع ناشيونال فوتبول تيمز (الإنجليزية)
- مات ماكيون على موقع أوليمبيديا (الإنجليزية)